# Yale University Art Gallery
La Yale University Art Gallery si trova in Chapel Str. 1111 a New Haven, negli Stati Uniti; museo di antichità, arti decorative, arte antica, arte moderna ed arte contemporanea.
Il museo espone opere di: Camille Corot, Gustave Courbet, Salvador Dalí, Edgar Degas, Edward Hopper, Vasily Kandinsky, Paul Klee, René Magritte, Édouard Manet, Jean-François Millet, Piet Mondrian, Pablo Picasso, Jackson Pollock, Vincent van Gogh e altri.

## La sede
La galleria si trova nell'Università Yale, una delle più gloriose e famose Stati Uniti d'America. Si trova nell'area sud nella parte più antica di tutto il centro universitario. Il museo comprende due edifici vicini: il primo è del 1928 e progettato dall'architetto Egerton Swartwout il secondo è invece opera di Louis I. Kahn e risale al 1953.

## La storia
Nel 1832 l'artista americano John Trumbull dona 100 opere allo Yale College.

Negli anni successivi molti seguirono il suo esempio.
Nel 1871 l'Università acquista una collezione medievale e rinascimentale di James Jackson Jarves.

Stephen C. Clarke dona alcune opere impressioniste nel 1903.

Nel 1941 entrarono a far parte del museo quadri di arte moderna tra cui dei quadri di Picasso, Klee e Mondrian.

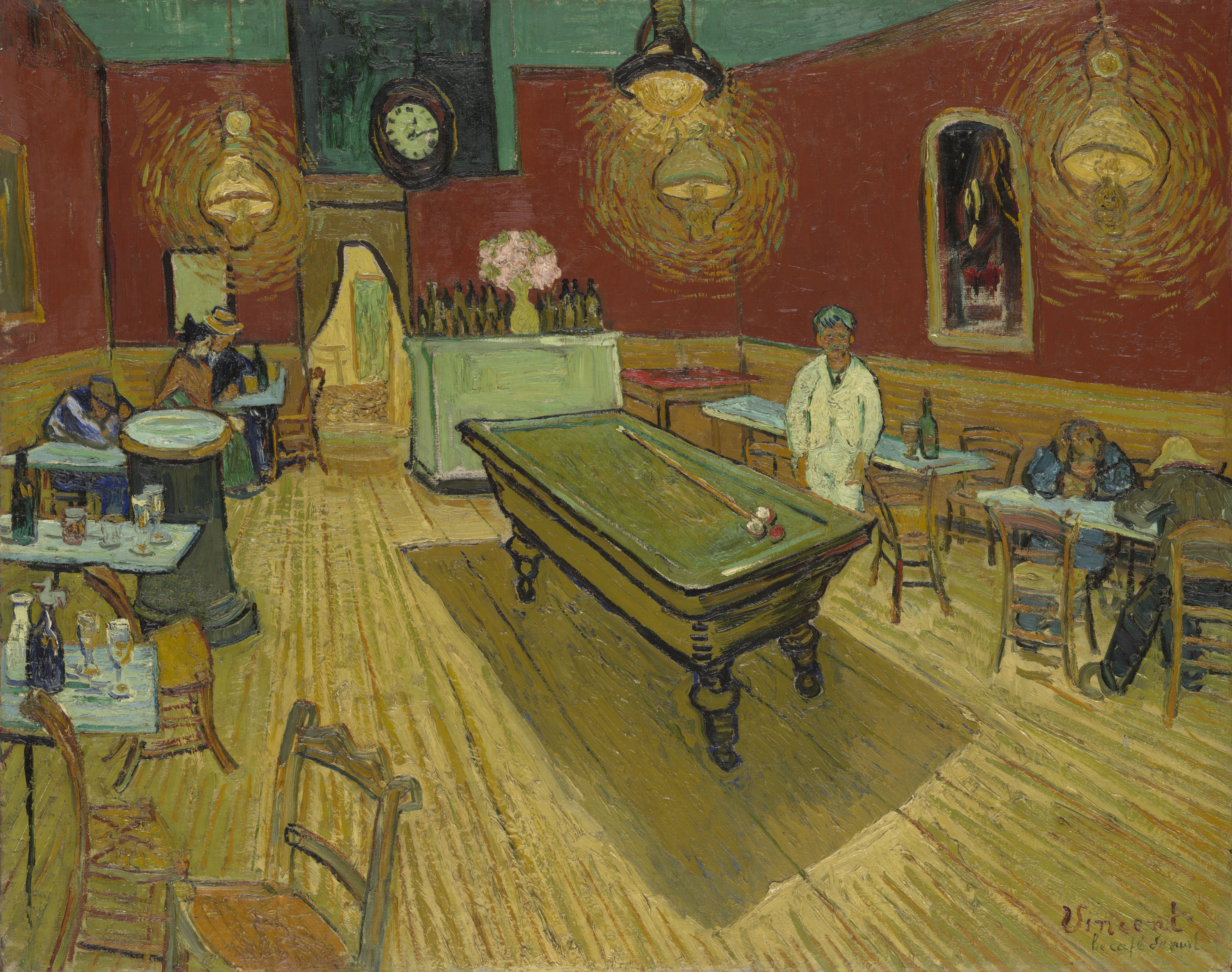
Vincent van Gogh
Il caffè di notte, 1888

Il museo espone anche delle sculture di artisti come Richard Serra, Henry Moore e altri.

## Le opere maggiori
Antonio del Pollaiolo
- Ercole e Deianira, 1470 circa

Hieronymus Bosch
- Allegoria dei piaceri, 1494 circa

Carlo Crivelli
- San Pietro, 1472

Gentile da Fabriano
- Madonna col Bambino, 1420-1423 circa

Pietro Lorenzetti
- Sant'Andrea e san Jacopo dalla Pala del Carmine, 1327-1329

Tiziano
- Circoncisione di Gesù, 1510 circa

Diego Velázquez
- Educazione della Vergine,  1617-1618

Vincent van Gogh
- Il caffè di notte, 1888